# Sinagoga Beth-El
La Sinagoga Beth-El (que viene del hebreo: "casa de Dios") fue la primera gran sinagoga de la comunidad judía de la ciudad de São Paulo, en Brasil. Su construcción se inició en 1929, por iniciativa de Salomão Klabin, con el apoyo de diversas familias judías paulistas, siendo concluida solamente décadas más tarde. El templo, inspirado en modelos bizantinos, fue proyectado por el arquitecto Samuel Roder. Se localiza en la vía Martinho Prado, en el centro de la capital paulista, y se encuentra en proceso de protección por el Consejo Municipal de Preservación del Patrimonio (Conpresp).